# Aliciella hutchinsifolia
Aliciella hutchinsifolia là một loài thực vật có hoa trong họ Polemoniaceae. Loài này được (Rydb.) J.M.Porter mô tả khoa học đầu tiên năm 1998.